# Зорич, Владимир Антонович
Владимир Антонович Зорич (16 декабря 1937, Москва — 14 августа 2023, там же) — советский и российский математик, специалист в различных областях математического анализа, конформной геометрии, теории квазиконформных отображений.
Доктор физико-математических наук (1969), профессор (1971), заслуженный профессор МГУ (2007). Автор широко известного учебника «Математический анализ» для студентов математических и физико-математических специальностей высших учебных заведений, неоднократно переиздававшегося и переведённого на многие языки.

## Научно-педагогическая деятельность
Окончил механико-математический факультет Московского государственного университета им. М. В. Ломоносова в 1960 году. В 1963 году окончил аспирантуру этого факультета (кафедра теории функций и функционального анализа) и защитил кандидатскую диссертацию «Соответствие границ при некоторых классах отображений в пространстве», которая была отмечена как выдающаяся (научный руководитель — Б. В. Шабат). В 1969 году защитил докторскую диссертацию «Глобальная обратимость квазиконформных отображений пространства». Работал на кафедре математического анализа механико-математического факультета МГУ: с 1963 года — в должности ассистента, с 1969 года — в должности доцента, с 1971 года — в должности профессора. В 2007 году получил звание заслуженного профессора МГУ.
На протяжении работы на механико-математическом факультете МГУ прочитал ряд основных и специальных курсов, среди которых:
- Математический анализ
- Теория функций комплексного переменного
- Квазиконформные отображения
- Дифференциальное и интегральное исчисление с точки зрения современного анализа
- Асимптотические методы анализа
- Анализ и конформная геометрия
- Математический анализ задач естествознания
- Математические аспекты классической термодинамики

Скоропостижно скончался 14 августа 2023 года в возрасте 85 лет.

## Родители, дети
Отец — рабочий, выходец из Югославии, его имя Антэ (в СССР стал называться Антоном), мать — учительница.
Дети — дочь Мария и сын Антон. Сын тоже стал математиком, окончил МГУ.